# Hesperantha elsiae
Hesperantha elsiae är en irisväxtart som beskrevs av Peter Goldblatt. Hesperantha elsiae ingår i släktet Hesperantha och familjen irisväxter. Inga underarter finns listade i Catalogue of Life.